# Cier-de-Luchon
Cier-de-Luchon is een gemeente in het Franse departement Haute-Garonne (regio Occitanie) en telt 238 inwoners (2004). De plaats maakt deel uit van het arrondissement Saint-Gaudens.

## Geografie
De oppervlakte van Cier-de-Luchon bedraagt 10,9 km², de bevolkingsdichtheid is 21,8 inwoners per km².
De onderstaande kaart toont de ligging van Cier-de-Luchon met de belangrijkste infrastructuur en aangrenzende gemeenten.

## Demografie
Onderstaande figuur toont het verloop van het inwonertal (bron: INSEE-tellingen).